# 三浦潤也
三浦 潤也（みうら じゅんや、1980年8月9日 - ）は、日本の男性声優。埼玉県出身。ケンユウオフィス所属。

## 人物
talk back出身。
特技は水泳。趣味は読書。

## 出演
太字はメインキャラクター。

### テレビアニメ
2005年
- 格闘美神 武龍（2005年 - 2006年、浜田、陳時珍、レフリー） - 2シリーズ
- プレイボール（大野）

2006年
- 女子高生 GIRL'S-HIGH（宮崎）
- 内閣権力犯罪強制取締官 財前丈太郎（福木良登）

2007年
- 一騎当千 Dragon Destiny（ホテルの男、顔良、魔王）
- 英國戀物語エマ 第二幕（ブルッフ）
- 怪物王女（男A 他）
- CLANNAD -クラナド-（バス運転手）
- ご愁傷さま二ノ宮くん（生徒1）
- ZOMBIE-LOAN（ぴーたん）
- D.C.II 〜ダ・カーポII〜（先生、教師）
- ぼくらの（辻本）
- もやしもん（学長、上級生A）

2008年
- 狼と香辛料（追手）
- ゴルゴ13（ガルシア）
- シゴフミ（男）
- スティッチ!（2008年 - 2009年、タケオ、ダマスキー）
- D.C.II S.S. 〜ダ・カーポII セカンドシーズン〜（先生）
- チーズスイートホーム（三浦さん）
- ドルアーガの塔 〜the Aegis of URUK〜（店主）
- 二十面相の娘（護衛）
- 忍たま乱太郎（忍者）
- ネオ アンジェリーク Abyss -Second Age-（長老）
- BLEACH（2008年 - 2009年、フラシオン、四十六室）
- BLUE DRAGON（ローゼンクロイツ兵）
- 北斗の拳 ラオウ外伝 天の覇王（兵士、村人、村長、野盗、聖帝兵）
- まめうしくん（あかいの）
- モノクローム・ファクター（バンドメンバー）
- ヤッターマン（第2作）（2008年 - 2009年、客、ドクロ魔人、ウグイスのジョー、アッカンベッコー、ダミゴエモンキー、クジャクノイチ 他）
- 夜桜四重奏 〜ヨザクラカルテット〜（町人）
- ルビー・グルーム（トロール）

2009年
- エグザムライ戦国（赤マムシ）
- 銀魂（住職）
- 黒神 The Animation（トライバルエンド）
- スキップ・ビート!（ヤンキー）
- スター・ウォーズ/クローン・ウォーズ（テレビシリーズ）（シルッド）
- TYTANIA -タイタニア-（マルコフ）
- Phantom 〜Requiem for the Phantom〜（バーテン）
- みなみけ おかえり（老人、店主）

2010年
- COBRA THE ANIMATION（運転手）
- テガミバチ（取者）

2011年
- THE IDOLM@STER（新幹少女プロデューサー）

2021年
- もっと!まじめにふまじめ かいけつゾロリ（ようかい係員）

### 劇場アニメ
- パッテンライ!! 〜南の島の水ものがたり〜（2008年）[3]
- 劇場版 ヤッターマン 新ヤッターメカ大集合! オモチャの国で大決戦だコロン!（2009年、男召使い）

### OVA
- I"s Pure（2005年、寺谷の兄）
- 絶対衝激 〜PLATONIC HEART〜（2008年、神主）
- ルパン三世 GREEN vs RED（2008年、サラリーマンB）
- 一発必中!! デバンダー（2012年、TVアナウンサー〈ささやきレポーター〉[4]）

### webアニメ
- PLUTO（2023年、刑事1)

### ゲーム
- アラビアンズ・ダウト〜The engagement on desert〜（2006年、トータム＝ベイル[5]）
- テイルズ オブ ヴァールハイト（2006年、ガミット）
- THE BATTLE OF 幽☆遊☆白書 〜死闘! 暗黒武術会〜 120%（2007年、妖怪L）
- ファイナルファンタジーVII リメイク（2020年）
- BLUE PROTOCOL[6]（2023年）

### ドラマCD
- 桜蘭高校ホスト部（2003年、医者、男子生徒）
- 聖闘士星矢EPISODE.G（2007年、リトスの父）
- ローゼンメイデン・トロイメント オリジナルドラマCD〜クリスマス編〜（2007年、怪盗サンタ）
- ポーの一族（2008年、テオ）

### 吹き替え
- アグリー・ベティ2 #9
- アルマゲドン2007
- 遺体安置室 -死霊のめざめ-
- 愛しのベス・クーパー
- エデンの東
- エレメンタリー ホームズ&ワトソン in NY
- 気分はぐるぐる #18
- クリミナル・マインド2 FBI行動分析課 #16
- コールドケース4 #20
- サマンサ Who?
- CSI:ニューヨーク
- ゼア・ウィル・ビー・ブラッド
- 戦場にかける橋 ※ソフト版
- ダーウィン・アワード
- 太王四神記
- チャームド 〜魔女3姉妹〜
- デイ・アフター 首都水没
- テラノバ/Terra Nova
- ハムナプトラ3 呪われた皇帝の秘宝 ※フジテレビ版
- プレスリーVSミイラ男
- マダガスカル2
- MAD MEN（ハリー・クレイン）